# Aenictus feae
Aenictus feae är en myrart som beskrevs av Carlo Emery 1889. Aenictus feae ingår i släktet Aenictus och familjen myror. Inga underarter finns listade i Catalogue of Life.